# Болгаро-узбецькі відносини
Болгаро-узбецькі відносини — це зовнішні відносини між Болгарією і Узбекистаном. Обидві країни встановили дипломатичні відносини 12 вересня 1992 року. Болгарія має посольство в Ташкенті, а Узбекистан — у Софії. Узбекистан представлений у Болгарії через посла-нерезидента, який перебуває в Ташкенті в Міністерстві закордонних справ. Обидві країни є повноправними членами Організації з безпеки і співпраці в Європі.
Болгарія забезпечує сполучну ланку у торговому коридорі між Узбекистаном і Європейським Союзом з важливими чорноморськими портами. Обидві країни зацікавлені в розширенні торгівлі за цим маршрутом. Однак, незважаючи на неодноразові дискусії з цього питання, Узбекистан досі відмовлявся постачати природний газ по трубопроводу Nabucco, який у разі його будівництва буде постачати газ до Європи через Болгарію.
Під час Холодної війни обидві країни раніше були комуністичними державами Східного блоку як члени Варшавського договору. У той час Болгарія, офіційно Народна Республіка Болгарія, була державою-сателітом Радянського Союзу, офіційно Узбецька Радянська Соціалістична Республіка була однією із республік, які входять до складу Радянського Союзу.
У листопаді 1997 року міністр закордонних справ Болгарії обговорив економічну співпрацю з Узбекистаном. Відвідавши Болгарію у червні 1998 року, Президент Узбекистану Іслам Карімов заявив, що бачить Болгарію ключовим торговим партнером, зазначивши, що болгарські та узбецькі товари можуть використовувати Шовковий шлях в обох напрямках. Після заснування болгарського посольства в квітні 1999 року протягом наступних десяти років було підписано 21 міжурядову і 9 міжвідомчих угод в період, що закінчився квітнем 2009 року. Узбекистан сподівається використовувати свої все більш тісні зв'язки з Болгарією, щоб скористатися можливостями, які відкриваються завдяки повноправному членству Болгарії в Європейському Союзі, водночас Болгарія особливо зацікавлена в енергетичній безпеці.
Між двома країнами тривають контакти на вищому рівні. У травні 1998 року міністр закордонних справ Узбекистану відвідав Софію і зустрівся з президентом Болгарії. Під час свого візиту міністри закордонних справ Болгарії та Узбекистану обговорили економічні та транспортні зв'язки. У червні 1998 року Президент Узбекистану відвідав Болгарію. У травні 1999 року президент Болгарії відвідав Узбекистан. У листопаді 2003 року президент Узбекистану зустрівся з прем'єр-міністром Болгарії. У травні 2004 року міністри закордонних справ Болгарії та Узбекистану обговорили дипломатичні й економічні зв'язки. У січні 2005 року Узбекистан і Болгарія створили консульські установи. У березні 2006 року посол Болгарії в Узбекистані заявив, що він задоволений співпрацею між двома країнами. У квітні 2007 року болгарський міністр відвідав Узбекистан для переговорів про співробітництво.
У листопаді 2008 року президент Болгарії Георгій Пирванов здійснив офіційний візит до Узбекистану, де зустрівся з узбецьким лідером Ісламом Карімовим. Вони погодилися докласти зусиль для розширення та диверсифікації торгівлі, більш ефективно використовуючи невикористаний потенціал. Обговорено всі аспекти двосторонніх відносин. Була значна суперечка, коли президент Болгарії полював на захищених тварин в Узбекистані. У лютому 2009 року Болгарія висловила впевненість у тому, що ці відносини будуть розвиватися і надалі, зокрема, значне розширення зв'язків, пов'язаних із туризмом, а також подальший розвиток торгівлі та культурний обмін.
У червні 1998 Болгарія й Узбекистан підписали сім договорів і угод про співпрацю. У травні 1999 вони підписали угоди про транспорт і боротьбу зі злочинністю. У липні 1999 прем'єр-міністр Узбекистану заявив, що болгарські чорноморські порти Варна і Бургас можуть стати дверима Узбекистану до Європи. У бесіді з мером Бургаса в листопаді 2003 президент Узбекистану Іслам Карімов запропонував ввести офіційну митну угоду для полегшення транспортування узбецьких товарів через Болгарію.
У жовтні 2004 обидві країни завершили роботу над трьома правовими угодами. У квітні 2007 Болгарія і Узбекистан підписали угоду про економічне співробітництво. До 2005 товарообіг між двома країнами досяг 50 мільйонів доларів США.
Однак, у листопаді 2008 Президент Узбекистану Іслам Карімов заявив, що його країна не зацікавлена в тому, щоб стати постачальником газотранспортного трубопроводу Nabucco, який спонсорується ЄС, а продовжить експорт через Росію.